# Роже Вадим
Роже́ Вади́м (фр. Roger Vadim; при народженні — Вади́м І́горьович Племя́нніков, фр. Roger Vadim Pliemiannikov; 26 січня 1928 — 11 лютого 2000) — французький кінорежисер («І Бог створив жінку»), сценарист, актор, журналіст. Його батько Ігор Миколайович Племянніков — уродженець Києва, піаніст, білоемігрант.
Роже був одружений з актрисами Бріжит Бардо, Джейн Фондою, Марі-Кристин Барро і перебував у стосунках з Катрін Денев.

## Фільмографія
Режисер і сценарист
- 1956 — «І Бог створив жінку» (фр. Et Dieu… créa la femme);
- 1959 — «Небезпечні зв'язки» (фр. Les liaisons dangereuses);
- 1960 — «Померти від задоволення» (фр. Et mourir de plaisir);
- 1962 — «Сім смертних гріхів» (фр. Les sept péchés capitaux);
- 1968 — «Барбарелла» (фр. Barbarella);
- 1973 — «Якби Дон Жуан був жінкою» (фр. Don Juan ou Si Don Juan était une femme…);
- 1991 — «Сафарі» (фр. Safari) (ТБ).

Сценарист
- 1956 — «Мадемуазель Стриптиз» (фр. En effeuillant la marguerite);
- 1958 — «Будь красивою та помовчуй» (фр. Sois belle et tais-toi).